# Pristionchus maxplancki
Pristionchus maxplancki (лат.) — вид круглых червей рода Pristionchus из семейства Diplogastridae (отряд Rhabditida, Nematoda). Восточная Азия (Япония).

## Описание
Мелкие круглые черви, длина тела около 1 мм. Ассоциированы с пластинчатоусыми жуками (Scarabaeidae) из тела которых они были выделены в ходе исследований. Находка была сделана в дубовом лесу в префекутуре Фукусима (регион Тохоку) на острове Хонсю.
У Pristionchus maxplancki обнаружены две формы ротового отверстия: в одном варианте он вытянутый и узкий, а в другом — короткий и широкий. Появление того или иного варианта зависит от конкретных условий жизни и наличия пищи. Предположительно, этот вид, как и другие представители рода Pristionchus, живущие в жуках, находятся в них в спящем состоянии. И только после смерти хозяина начинают питаться его останками.
Научное описание вида было впервые опубликовано в августе 2013 года японским нематодологом Н. Кандзаки (Dr Natsumi Kanzaki, Japan’s Forestry and Forest Products Research Institute, Цукуба, Ибараки) и его немецкими коллегами (Matthias Herrmann, Ralf Sommer и Erik Ragsdale), зоологами из «Max Planck Institute for Developmental Biology» (Тюбинген, ФРГ). Название виду дано в честь крупного немецкого физика Макса Планка, Нобелевского лауреата (Max Planck, 1858—1947). Это первый организм, названный в его честь.